# Olympische Sommerspiele 1960/Teilnehmer (Tschechoslowakei)
| Gelbes Symbol für Goldmedaillen mit stilisierten Olympischen Ringen | Graues Symbol für Silbermedaillen mit stilisierten Olympischen Ringen | Braundes Symbol für Bronzemedaillen mit stilisierten Olympischen Ringen |
| ------------------------------------------------------------------- | --------------------------------------------------------------------- | ----------------------------------------------------------------------- |
| 3                                                                   | 2                                                                     | 3                                                                       |

Die Tschechoslowakei nahm an den Olympischen Sommerspielen 1960 in Rom mit einer Delegation von 116 Athleten (99 Männer und 17 Frauen) an 75 Wettkämpfen in 13 Sportarten teil. 
Die tschechoslowakischen Sportler gewannen drei Gold-, zwei Silber- und drei Bronzemedaillen, womit die Tschechoslowakei den zehnten Platz im Medaillenspiegel belegte. Olympiasieger wurden der Boxer Bohumil Němeček im Halbweltergewicht, die Turnerin Eva Bosáková am Schwebebalken und die Ruderer Václav Kozák und Pavel Schmidt im Doppel-Zweier. Silber sicherten sich Dana Zátopková im Speerwurf sowie die Turnmannschaft der Frauen. Die Bronzemedaillen gewannen der Ringer Bohumil Kubát im Schwergewicht des griechisch-römischen Stils, der Boxer Josef Němec im Schwergewicht und der Ruder-Achter mit Steuermann. Fahnenträger bei der Eröffnungsfeier war der Ringer Jiří Kormaník.

## Teilnehmer nach Sportarten

### Basketball
- 5. Platz
Bohumil Tomášek
Jaroslav Tetiva
Jiří Šťastný
Bohuslav Rylich
Vladimír Pištělák
Dušan Lukášik
Boris Lukášik
František Konvička
Zdeněk Konečný
Jindřich Kinský
Zdeněk Bobrovský
Jiří Baumruk

### Boxen
- Jozef Töre
Leichtgewicht: in der 1. Runde ausgeschieden

- Bohumil Němeček
Halbweltergewicht: Gold

- Josef Němec
Schwergewicht: Bronze

### Gewichtheben
- Zdeněk Otáhal
Leichtgewicht: 7. Platz

- Zdeněk Srstka
Halbmittelgewicht: 9. Platz

- Václav Syrový
Schwergewicht: 8. Platz

### Kanu
Männer
- Ladislav Čepčianský
Einer-Kajak 1000 m: im Halbfinale ausgeschieden
4-mal-500-Meter-Kajak-Staffel: im Vorlauf ausgeschieden

- František Říha
Zweier-Kajak 1000 m: 6. Platz

- František Vršovský
Zweier-Kajak 1000 m: 6. Platz
4-mal-500-Meter-Kajak-Staffel: im Vorlauf ausgeschieden

- Miroslav Pavelec
4-mal-500-Meter-Kajak-Staffel: im Vorlauf ausgeschieden

- Vladimír Špaček
4-mal-500-Meter-Kajak-Staffel: im Vorlauf ausgeschieden

- Tibor Polakovič
Einer-Canadier 1000 m: 5. Platz

- Jiří Kodeš
Zweier-Canadier 1000 m: 5. Platz

- Václav Vokál
Zweier-Canadier 1000 m: 5. Platz

Frauen
- Eva Kutová
Einer-Kajak 500 m: 8. Platz
Zweier-Kajak 500 m: 8. Platz

- Eva Kolínská
Zweier-Kajak 500 m: 8. Platz

### Leichtathletik
Männer
- Vilém Mandlík
200 m: im Vorlauf ausgeschieden

- Josef Trousil
400 m: im Vorlauf ausgeschieden
4-mal-400-Meter-Staffel: im Vorlauf ausgeschieden

- Zdeněk Váňa
400 m: im Vorlauf ausgeschieden
4-mal-400-Meter-Staffel: im Vorlauf ausgeschieden

- Jan Šlégr
800 m: im Vorlauf ausgeschieden
4-mal-400-Meter-Staffel: im Vorlauf ausgeschieden

- Miroslav Jurek
5000 m: im Vorlauf ausgeschieden

- Jaroslav Bohatý
5000 m: im Vorlauf ausgeschieden
10.000 m: Rennen nicht beendet

- Pavel Kantorek
Marathon: 14. Platz

- Bohumír Zháňal
3000 m Hindernis: im Vorlauf ausgeschieden

- Vlastimil Brlica
3000 m Hindernis: im Vorlauf ausgeschieden

- Jaroslav Jirásek
4-mal-400-Meter-Staffel: im Vorlauf ausgeschieden

- Ladislav Moc
20 km Gehen: 8. Platz
50 km Gehen: 11. Platz

- Svatopluk Sýkora
50 km Gehen: 14. Platz

- Josef Doležal
50 km Gehen: 17. Platz

- Jiří Lanský
Hochsprung: 7. Platz

- Rudolf Tomášek
Stabhochsprung: 8. Platz

- Jan Netopilík
Weitsprung: 22. Platz

- Jiří Skobla
Kugelstoßen: 9. Platz

- Jaroslav Plíhal
Kugelstoßen: 10. Platz

- Zdeněk Čihák
Diskuswurf: 13. Platz

- Zdeněk Němec
Diskuswurf: 18. Platz

Frauen
- Alena Stolzová
200 m: im Vorlauf ausgeschieden
80 m Hürden: im Vorlauf ausgeschieden

- Bedřiška Kulhavá
800 m: im Vorlauf ausgeschieden

- Vlasta Přikrylová
Weitsprung: 22. Platz

- Věra Černá
Kugelstoßen: 9. Platz

- Jiřina Němcová
Diskuswurf: 8. Platz

- Štěpánka Mertová
Diskuswurf: 11. Platz

- Dana Zátopková
Speerwurf: Silber

- Vlasta Pešková
Speerwurf: 4. Platz

### Radsport
- Juraj Miklušica
Bahn Tandem: 5. Platz

- Dušan Škvarenina
Bahn Tandem: 5. Platz

- Slavoj Černý
Bahn 4000 m Mannschaftsverfolgung: 5. Platz

- Jan Chlístovský
Bahn 4000 m Mannschaftsverfolgung: 5. Platz

- Ferdinand Duchoň
Bahn 4000 m Mannschaftsverfolgung: 5. Platz

- Josef Volf
Bahn 4000 m Mannschaftsverfolgung: 5. Platz

### Reiten
- František Hrúzik
Vielseitigkeit: ausgeschieden

- František Šembera
Dressur: 14. Platz

### Ringen
- Jiří Švec
Bantamgewicht, griechisch-römisch: 5. Platz

- Vojtech Tóth
Federgewicht, griechisch-römisch: 6. Platz

- Karel Matoušek
Leichtgewicht, griechisch-römisch: 4. Platz

- Jiří Kormaník
Mittelgewicht, griechisch-römisch: 9. Platz

- Bohumil Kubát
Schwergewicht, griechisch-römisch: Bronze

### Rudern
- Václav Kozák
Doppel-Zweier: Gold

- Pavel Schmidt
Doppel-Zweier: Gold

- František Staněk
Zweier mit Steuermann: im Halbfinale ausgeschieden

- Miroslav Strejček
Zweier mit Steuermann: im Halbfinale ausgeschieden

- Václav Chalupa
Zweier mit Steuermann: im Halbfinale ausgeschieden

- Jindřich Blažek
Vierer ohne Steuermann: 4. Platz

- Miroslav Jíška
Vierer ohne Steuermann: 4. Platz

- René Líbal
Vierer ohne Steuermann: 4. Platz

- Jaroslav Starosta
Vierer ohne Steuermann: 4. Platz

- Pavel Hofmann
Vierer mit Steuermann: im Halbfinale ausgeschieden

- Richard Nový
Vierer mit Steuermann: im Halbfinale ausgeschieden

- Petr Pulkrábek
Vierer mit Steuermann: im Halbfinale ausgeschieden

- Oldřich Tikal
Vierer mit Steuermann: im Halbfinale ausgeschieden

- Miroslav Koníček
Vierer mit Steuermann: im Halbfinale ausgeschieden
Achter mit Steuermann: Bronze

- Josef Věntus
Achter mit Steuermann: Bronze

- Jan Švéda
Achter mit Steuermann: Bronze

- Luděk Pojezný
Achter mit Steuermann: Bronze

- Václav Pavkovič
Achter mit Steuermann: Bronze

- Stanislav Lusk
Achter mit Steuermann: Bronze

- Jiří Lundák
Achter mit Steuermann: Bronze

- Jan Jindra
Achter mit Steuermann: Bronze

- Bohumil Janoušek
Achter mit Steuermann: Bronze

### Schießen
- Jiří Hrneček
Schnellfeuerpistole 25 m: 8. Platz
Freie Pistole 50 m: 47. Platz

- Josef Šváb
Schnellfeuerpistole 25 m: 9. Platz

- Vladimír Kudrna
Freie Pistole 50 m: 7. Platz

- Vladimír Stibořík
Freies Gewehr Dreistellungskampf 300 m: 6. Platz

- František Prokop
Freies Gewehr Dreistellungskampf 300 m: 15. Platz

- Dušan Houdek
Kleinkalibergewehr Dreistellungskampf 50 m: 4. Platz
Kleinkalibergewehr liegend 50 m: 68. Platz

- Otakar Hořínek
Kleinkalibergewehr Dreistellungskampf 50 m: 10. Platz
Kleinkalibergewehr liegend 50 m: 28. Platz

- Josef Hrach
Trap: 29. Platz

- Václav Zavázal
Trap: 32. Platz

### Schwimmen
Männer
- Vítězslav Svozil
200 m Brust: im Vorlauf ausgeschieden

- Pavel Pazdírek
200 m Schmetterling: im Halbfinale ausgeschieden

Frauen
- Marta Kadlecová
200 m Brust: im Vorlauf ausgeschieden

### Turnen
Männer
- Ferdinand Daniš
Einzelmehrkampf: 15. Platz
Boden: 19. Platz
Pferdsprung: 28. Platz
Barren: 19. Platz
Reck: 11. Platz
Ringe: 21. Platz
Seitpferd: 42. Platz
Mannschaftsmehrkampf: 4. Platz

- Jaroslav Šťastný
Einzelmehrkampf: 18. Platz
Boden: 6. Platz
Pferdsprung: 20. Platz
Barren: 42. Platz
Reck: 16. Platz
Ringe: 77. Platz
Seitpferd: 12. Platz
Mannschaftsmehrkampf: 4. Platz

- Jaroslav Bím
Einzelmehrkampf: 23. Platz
Boden: 60. Platz
Pferdsprung: 39. Platz
Barren: 19. Platz
Reck: 22. Platz
Ringe: 36. Platz
Seitpferd: 33. Platz
Mannschaftsmehrkampf: 4. Platz

- Pavel Gajdoš
Einzelmehrkampf: 28. Platz
Boden: 35. Platz
Pferdsprung: 20. Platz
Barren: 52. Platz
Reck: 33. Platz
Ringe: 52. Platz
Seitpferd: 18. Platz
Mannschaftsmehrkampf: 4. Platz

- Josef Trmal
Einzelmehrkampf: 33. Platz
Boden: 30. Platz
Pferdsprung: 26. Platz
Barren: 60. Platz
Reck: 65. Platz
Ringe: 16. Platz
Seitpferd: 42. Platz
Mannschaftsmehrkampf: 4. Platz

- Ladislav Pazdera
Einzelmehrkampf: 54. Platz
Boden: 35. Platz
Pferdsprung: 89. Platz
Barren: 66. Platz
Reck: 54. Platz
Ringe: 46. Platz
Seitpferd: 48. Platz
Mannschaftsmehrkampf: 4. Platz

Frauen
- Věra Čáslavská
Einzelmehrkampf: 8. Platz
Boden: 9. Platz
Pferdsprung: 7. Platz
Stufenbarren: 21. Platz
Schwebebalken: 6. Platz
Mannschaftsmehrkampf: Silber

- Eva Bosáková
Einzelmehrkampf: 10. Platz
Boden: 4. Platz
Pferdsprung: 36. Platz
Stufenbarren: 17. Platz
Schwebebalken: Gold 
Mannschaftsmehrkampf: Silber

- Ludmila Švédová
Einzelmehrkampf: 13. Platz
Boden: 21. Platz
Pferdsprung: 10. Platz
Stufenbarren: 26. Platz
Schwebebalken: 10. Platz
Mannschaftsmehrkampf: Silber

- Adolfína Tkačíková
Einzelmehrkampf: 14. Platz
Boden: 17. Platz
Pferdsprung: 4. Platz
Stufenbarren: 37. Platz
Schwebebalken: 15. Platz
Mannschaftsmehrkampf: Silber

- Matylda Matoušková-Šínová
Einzelmehrkampf: 26. Platz
Boden: 50. Platz
Pferdsprung: 33. Platz
Stufenbarren: 24. Platz
Schwebebalken: 33. Platz
Mannschaftsmehrkampf: Silber

- Hana Růžičková
Einzelmehrkampf: 33. Platz
Boden: 33. Platz
Pferdsprung: 44. Platz
Stufenbarren: 58. Platz
Schwebebalken: 26. Platz
Mannschaftsmehrkampf: Silber

### Wasserspringen
Männer
- Tomáš Bauer
3 m Kunstspringen: 21. Platz
10 m Turmspringen: 21. Platz